# Barbara di Brandeburgo-Ansbach-Kulmbach

Stemma Hohenzollern

Barbara di Brandeburgo-Ansbach-Kulmbach (Ansbach, 24 settembre 1495 – Karlovy Vary, 23 settembre 1552) è stata una nobildonna tedesca, principessa di Brandeburgo-Ansbach per nascita e per matrimonio, langravia di Leuchtenberg.

## Biografia
Barbara era figlia del margravio Federico I di Brandeburgo-Ansbach (1460-1536) dal suo matrimonio con Sofia di Polonia (1464-1512), figlia del re Casimiro IV di Polonia.
Il 29 settembre 1527 sposò nel castello di Plassenburg il conte Giorgio III di Leuchtenberg (1502-1555). Portò in matrimonio una dote di 10.000 fiorini e una dote di 3.000 fiorini .
Nel 1549 chiese scusa per iscritto ai suoi numerosi parenti, perché suo figlio aveva sposato la ricchissima Mathilde di la Marck-Arenberg, senza consultare la maggior parte dei membri della sua famiglia. Il matrimonio fu organizzato da suo fratello Alberto e giocò un ruolo nel ripristinare la salute finanziaria del langraviato.
Barbara morì nel 1552 e fu sepolta nella Chiesa dell'Assunta, a Pfreimd. Davanti all'altare è posta una tomba in marmo rosso con il suo stemma.

## Discendenza
Dal matrimonio Barbara ebbe i seguenti figli:
- Giorgio IV (morto nel 1553);
- Luigi Enrico (1529-1567), conte di Leuchtenberg, sposò nel 1549 la contessa Mathilde de la Marck-Arenberg (1530-1603);
- Elisabetta (1537/8-1579), sposò nel 1559 Giovanni VI di Nassau-Dillenburg (1536-1606);
- Barbara.

## Ascendenza
|                                         |                       |                                | Genitori                       |  |  | Nonni |  |  | Bisnonni                  |  |  | Trisnonni                |  |
|                                         |                       |                                |                                |  |  |       |  |  | Federico I di Brandeburgo |  |  | Federico V di Norimberga |  |
|                                         |                       |                                |                                |  |  |       |  |  | Federico I di Brandeburgo |  |  | Federico V di Norimberga |  |
|                                         |                       | Elisabetta di Meißen           |                                |  |  |       |  |  | Federico I di Brandeburgo |  |  |                          |  |
| Alberto III di Brandeburgo              |                       |                                |                                |  |  |       |  |  | Federico I di Brandeburgo |  |  |                          |  |
|                                         |                       | Elisabetta di Baviera-Landshut | Federico di Baviera-Landshut   |  |  |       |  |  |                           |  |  |                          |  |
|                                         |                       | Elisabetta di Baviera-Landshut | Federico di Baviera-Landshut   |  |  |       |  |  |                           |  |  |                          |  |
|                                         |                       | Elisabetta di Baviera-Landshut | Maddalena Visconti             |  |  |       |  |  |                           |  |  |                          |  |
| Federico I di Brandeburgo-Ansbach       |                       | Elisabetta di Baviera-Landshut |                                |  |  |       |  |  |                           |  |  |                          |  |
|                                         |                       | Federico II di Sassonia        | Federico I di Sassonia         |  |  |       |  |  |                           |  |  |                          |  |
|                                         |                       | Federico II di Sassonia        | Federico I di Sassonia         |  |  |       |  |  |                           |  |  |                          |  |
|                                         |                       | Federico II di Sassonia        | Caterina di Brunswick-Lüneburg |  |  |       |  |  |                           |  |  |                          |  |
| Anna di Sassonia                        |                       | Federico II di Sassonia        |                                |  |  |       |  |  |                           |  |  |                          |  |
|                                         |                       | Margherita d'Austria           | Ernesto I d'Asburgo            |  |  |       |  |  |                           |  |  |                          |  |
|                                         |                       | Margherita d'Austria           | Ernesto I d'Asburgo            |  |  |       |  |  |                           |  |  |                          |  |
|                                         |                       | Margherita d'Austria           | Cimburga di Masovia            |  |  |       |  |  |                           |  |  |                          |  |
| Barbara di Brandeburgo-Ansbach-Kulmbach |                       | Margherita d'Austria           |                                |  |  |       |  |  |                           |  |  |                          |  |
|                                         | Ladislao II Jagellone | Algirdas                       |                                |  |  |       |  |  |                           |  |  |                          |  |
|                                         | Ladislao II Jagellone | Algirdas                       |                                |  |  |       |  |  |                           |  |  |                          |  |
|                                         | Ladislao II Jagellone | Uliana di Tver'                |                                |  |  |       |  |  |                           |  |  |                          |  |
| Casimiro IV di Polonia                  | Ladislao II Jagellone |                                |                                |  |  |       |  |  |                           |  |  |                          |  |
|                                         |                       | Sofia Alšėniškė                | Andrea Olshansky               |  |  |       |  |  |                           |  |  |                          |  |
|                                         |                       | Sofia Alšėniškė                | Andrea Olshansky               |  |  |       |  |  |                           |  |  |                          |  |
|                                         |                       | Sofia Alšėniškė                | Alexandra Drucka               |  |  |       |  |  |                           |  |  |                          |  |
| Sofia di Polonia                        |                       | Sofia Alšėniškė                |                                |  |  |       |  |  |                           |  |  |                          |  |
|                                         |                       | Alberto II d'Asburgo           | Alberto IV d'Asburgo           |  |  |       |  |  |                           |  |  |                          |  |
|                                         |                       | Alberto II d'Asburgo           | Alberto IV d'Asburgo           |  |  |       |  |  |                           |  |  |                          |  |
|                                         |                       | Alberto II d'Asburgo           | Giovanna di Baviera-Straubing  |  |  |       |  |  |                           |  |  |                          |  |
| Elisabetta d'Asburgo                    |                       | Alberto II d'Asburgo           |                                |  |  |       |  |  |                           |  |  |                          |  |
|                                         |                       | Elisabetta di Lussemburgo      | Sigismondo di Lussemburgo      |  |  |       |  |  |                           |  |  |                          |  |
|                                         |                       | Elisabetta di Lussemburgo      | Sigismondo di Lussemburgo      |  |  |       |  |  |                           |  |  |                          |  |
|                                         |                       | Elisabetta di Lussemburgo      | Barbara di Cilli               |  |  |       |  |  |                           |  |  |                          |  |
|                                         |                       | Elisabetta di Lussemburgo      |                                |  |  |       |  |  |                           |  |  |                          |  |